# Vrhnje
Vrhnje je mliječni proizvod.
Kod nehomogeniziranoga mlijeka, mliječna masnoća je manje gusta pa će s vremenom doći na vrh. Vrhnje se obire s vrha površine mlijeka (po tome je dobilo i ime). U industrijskoj proizvodnji vrhnja, ovaj proces se ubrzava pomoću centrifuga, koje se zovu separatori. U mnogim zemljama, vrhnje se prodaje u više razreda ovisno o ukupnom udjelu mliječne masti. U Hrvatskoj se obično prodaju vrhnja s 12, 20 i 30% mliječne masti. Vrhnje se može sušiti pa se dobije vrhnje u prahu za otpremu na udaljena tržišta.
Vrhnje obranoga mlijeka zove se i slatko vrhnje, kako bi se razlikovalo od vrhnja sirutke, koje je nusproizvod u proizvodnji sira. Vrhnje od sirutke ima manju količinu masnoća i više je slanoga okusa.
Vrhnje dobiveno od krava, koje su zatvorene i od koza je bijele boje, a vrhnje dobiveno od krava koje su na ispaši, može biti žućkaste boje, zbog pigmenata koji potječu od biljaka koje jedu.

## Vrste
- vrhnja za šlag[2]
  - vrhnja životinjskog porijekla (slatko vrhnje)
  - biljna vrhnja (slatka biljna vrhnja (za šlag))
- kiselo vrhnje
  - mileram
- vrhnje za kuhanje
- vrhnje za kavu